# Цойхфельд
Цойхфельд (нем. Zeuchfeld) — коммуна в Германии, в земле Саксония-Анхальт. 
Входит в состав района Бургенланд. Подчиняется управлению Унструтталь.  Население составляет 231 человек (на 31 декабря 2006 года). Занимает площадь 4,70 км². Официальный код  —  15 2 56 101.